# アルトゥール・タイマゾフ
アルトゥール・タイマゾフ (Артур Таймазов、1979年7月20日-)は、ロシア・ウラジカフカス出身のウズベキスタンのレスリング選手。身長190cm。体重114kg。

## 経歴
2000年シドニーオリンピックレスリングフリースタイル130kg級で銀メダルを獲得。また、2004年アテネオリンピック、2008年北京オリンピック、2012年ロンドンオリンピックの3大会連続して同種目120kg級で金メダルを獲得した。しかし、2017年にはドーピングの再検査によって北京オリンピックの際の検体からトゥリナボルとスタノゾロールの陽性反応が示されたことにより、同大会での金メダルを剥奪されることになった。さらに2019年になり、2012年ロンドンオリンピックの検体を再検査したところ禁止薬物が見つかったため金メダルを剥奪された。
姪に柔道選手のマディナ・タイマゾワがいる。

## 主な戦績
- オリンピック
  - 2000年シドニーオリンピック　銀メダル
  - 2004年アテネオリンピック　金メダル
  - 2008年北京オリンピック　金メダルのちに剥奪
  - 2012年ロンドンオリンピック　金メダルのちに剥奪
- 世界選手権
  - 優勝　2003、2006年
  - 2位　2001年
- アジア大会
  - 優勝　2002、2006年